# Earle Brown
Earle Brown (Lunenburg, Massachusetts, 26 de diciembre de 1926 - Rye, Nueva York, 2 de julio de 2002) fue un compositor estadounidense relacionado con la vanguardia y las técnicas de improvisación.
Su obra está caracterizada por lo que él denominó «open form» (“forma abierta”), un estilo de construcción musical que ha influenciado a muchos compositores, particularmente del “downtown” neoyorquino, desde los años 80, como John Zorn. En la «open form», las composiciones se articulan en varias partes cuyo orden de interpretación se deja a la libertad del director de orquesta, el cual indica qué parte interpretar a los músicos con la mano.
Brown inventó igualmente su propio sistema de notación musical.
Entre sus trabajos más famosos se encuentran "December 1952", con un uso de una partitura “radical”, totalmente gráfica, y las composiciones “open form” tituladas "Available Forms" I & II.

## Open form
En la mayor parte de las composiciones de Brown, el orden de interpretación de la composición se deja a la libre decisión del director durante la ejecución de la misma. El material musical se encuentra dividido en secuencias. De acuerdo al número de la página en que aparece la secuencia, el director utiliza sus manos para indicar a los ejecutantes qué parte debe ser interpretada. De esta forma, ninguna representación de una obra de Brown escrita según este estilo es igual a otra. El autor relacionó su trabajo de las “formas abiertas” con las esculturas móviles de Alexander Calder.

## December 1952
December 1952 es quizás la composición más famosa y notable de Brown. Forma parte de un conjunto más amplio de música representada gráficamente denominado Folio. Consiste esencialmente en un conjunto de líneas horizontales y verticales de anchura variable, extendidas sobre la página. Es una obra capital en la historia de notación gráfica de la música. El papel del ejecutante es interpretar la partitura visualmente y traducir la información gráfica a música. 